# Pentalinon luteum
Pentalinon luteum är en oleanderväxtart som först beskrevs av Carl von Linné, och fick sitt nu gällande namn av Bruce Frederick Hansen och R.P. Wunderlin. Pentalinon luteum ingår i släktet Pentalinon och familjen oleanderväxter. Utöver nominatformen finns också underarten P. l. sericeum.